# ريتشارد تورنر (سياسي)
ريتشارد تورنر (بالإنجليزية: Richard Turner)‏ هو سياسي أمريكي، ولد في 1935 في مقاطعة مونرو في الولايات المتحدة. حزبياً، نشط في الحزب الجمهوري.